# Мосолов, Алексей Иванович
Алексе́й Ива́нович Мосоло́в (1863 — 4 февраля 1943) — русский офицер и общественный деятель, член Государственного Совета по выборам.

## Биография
Православный. Из потомственных дворян Тульской губернии.
По окончании Пажеского корпуса в 1883 году, выпущен был корнетом в лейб-гвардии Конный полк.
В 1890 году вышел в запас гвардейской кавалерии в чине штабс-ротмистра и поселился в своем имении Тульской губернии, где посвятил себя сельскому хозяйству и общественной деятельности. В том же году был назначен земским начальником при Одоевском уездном съезде. Избирался членом Одоевского уездного по воинской повинности присутствия (1892—1917), почетным мировым судьей по Одоевскому уезду и Тульским городским головой (1898—1901). Последнюю должность оставил по домашним обстоятельствам. С 1900 года состоял почетным попечителем Тульского реального училища. Кроме того, состоял: членом Совета съезда горнопромышленников Московского района и членом, по назначению министра государственных имуществ и земледелия, в Тульском губернском присутствии по фабричным делам.
Был выборщиком во II Государственную думу и в Государственный совет. 8 апреля 1906 был избран тульским дворянством в члены Государственного совета, a 12 октября 1912 переизбран на следующее девятилетие. Примкнул к группе правых. Принимал участие в работах комиссий: по страховым законам, об упорядочении продажи спиртных напитков, о найме торговых служащих и других.
В эмиграции в Югославии. Скончался в 1943 году в Белграде. Похоронен на Новом кладбище.

## Награды
- Орден Святого Владимира 3-й степени (1913).